# Where Were You When the Lights Went Out?
Where Were You When the Lights Went Out? é um filme estadunidense de 1968 do gênero comédia, dirigido por Hy Averback.
Embora seja ambientado em Nova York durante o infame blecaute de 1965, no qual 25 milhões de pessoas de sete estados do nordeste dos Estados Unidos e parte do Canadá ficaram sem eletricidade por várias horas, o roteiro de Everett Freeman e Karl Tunberg é baseado na peça teatral francesa Monsieur Masure de Claude Magnier (1956). 

## Elenco principal
- Doris Day..... Margaret Garrison
- Patrick O'Neal..... Peter Garrison
- Robert Morse..... Waldo Zane
- Terry-Thomas..... Ladislaus Walichek
- Lola Albright..... Roberta Lane
- Jim Backus..... Tru-Blue Lou

## Sinopse
Margaret Garrison é uma atriz de teatro e cinema conhecida por seus papéis de "Virgem". Quer se aposentar para engravidar e cuidar do marido, Peter, um rico arquiteto. Mas existem dois problemas: o seu empresário que não quer que se aposente pois ganha muito dinheiro com ela. E a infidelidade do marido.
Chegando mais cedo em casa devido ao blecaute, Margaret surpreende o marido com outra. Imediatamente ela sai de seu apartamento e vai para uma casa em Connecticut, atravessando todo o tumulto gerado pela falta de energia. Ao chegar, Margaret toma uma enorme dose de soníferos. Quando adormece, chega à sua casa um novo personagem, Waldo, que acabou de roubar 2 milhões de dólares da megacorporação em que era tesoureiro. Ele está com o carro quebrado e tenta de todas as formas achar um jeito de chegar a Boston para pegar um avião e fugir. Por engano, ele toma uma dose do sonífero da atriz e acaba por adormecer também. Quando o marido de Margaret chega para acalmá-la, ele surpreende os dois dormindo juntos e arma uma discussão, mas o casal não consegue ficar acordado. Sem outro jeito, Peter vai dormir também, deixando para o dia seguinte o acerto de contas. Mas a situação só se complicará ainda mais com a chegada na casa do empresário de Margaret, que não quer que ela continue casada.